# Walter Shaub

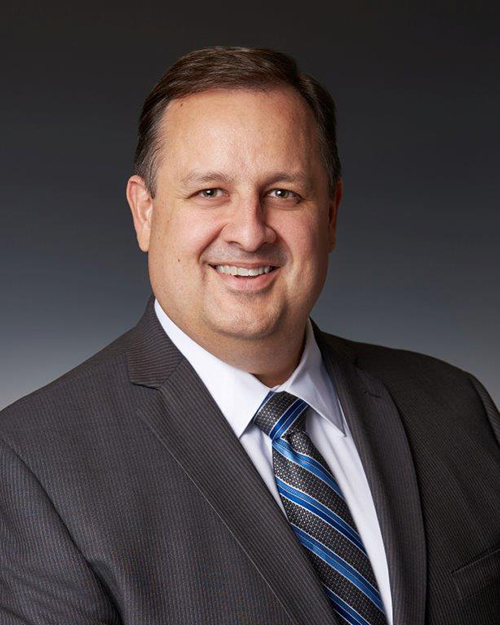

Walter Shaub, Virginia, VS, 20 februari 1971, is een Amerikaans jurist, gespecialiseerd in ethiek van de overheid. In juli 2017 trad hij voortijdig terug als directeur van het United States Office of Government of Ethics (OGE). 
Hij zet zijn missie voort bij  Campaign Legal Center, een onafhankelijke, non-gouvernementele organisatie van experts in kiesrecht, gevestigd in Washington DC.

## Loopbaan
Shaub behaalde academische graden aan de James Madison University en de College of Law van de American  University. Van 1997 tot 2004 was hij als jurist verbonden aan verschillende federale overheidsinstanties, waaronder opnieuw het United States Office of Government Ethics. In 2006 werd hij bij dit overheidsorgaan belast met de beoordeling van het programma voor de nominatie van de president. Hij vervulde deze functie gedurende 2 jaar, alvorens er in 2008 waarnemend hoofd te worden. In 2013 werd hij door president Barack Obama voor een termijn van 5 jaar tot directeur van dit instituut benoemd.

## President Trump
Gedurende de transitieperiode voorafgaande aan de installatie van president Donald Trump sprak Shaub zijn bezorgdheid uit over de ethische conflicten, die zich aandienden tussen de President-Elect, diens familieclan en zakelijk imperium versus de belangen van de rechtsstaat. Op 11 januari 2017 gaf hij een uitgebreide verklaring uit over Trumps voornemen om zijn zakelijke belangen onder te brengen in een trust beheerd door zijn zoons.
Shaub was ook de auteur van een serie tweets namens zijn organisatie in de stijl van president Trump, waarin deze op ironische wijze werd gefeliciteerd met zijn aankondigingen dat hij zich werkelijk zou distantiëren van zijn zakelijke belangen.
Op 22 november 2017 diende Shaub bij het Office of Special Counsel een aanklacht in tegen Witte Huis-persvoorlichter Kellyanne Conway wegens overtreding van de Hatch Act 1939, die ambtenaren van de uitvoerende macht verbiedt om zich voor dan wel tegen kandidaat-leden van het Congres of de Senaat uit te spreken. Shaub beschikt over een video waarin Conway, staande voor het Witte Huis, over de tegenstander van de heftig in opspraak geraakte Republikeinse kandidaat van Alabama voor de Senaat Roy Moore, Doug Jones (politicus), misprijzend verklaart, dat "niemand zijn naam ter sprake bracht en dat hij zich in zijn campagne in Alabama valselijk als een soort conservatieve Democraat voordoet". Over de Roy Moore zei Conway alleen: "Wij hebben de stemmen op hem voor de tax bill nodig."

## Campaign Legal Center
Begin juli 2017 diende Walter Shaub per 19 juli 2017 op eigen initiatief zijn (voortijdige) ontslag in als directeur van het United States Office of Government of Ethics (OGE). Daarbij verklaarde hij dat de ethische normen strakker moeten worden nageleefd. In zijn ogen zijn de V.S. op wereldschaal op dit punt een lachertje geworden.

Na zijn ontslagname als OGE-directeur trad Shaub toe tot het Campaign Lagal Center, een onafhankelijke, non-gouvernementele organisatie van experts in kiesrecht, gevestigd in Washington DC. Daar functioneert hij als senior directeur Ethiek.
In een interview met Judy Woodruff van PBS, was hij zeer kritisch over het kabinet-Trump. Hij is uiterst bezorgd over een Witte Huis dat vanaf de top de toon heeft gezet "dat ethiek geen rol speelt". Ook heeft hij er veel kritiek  op dat de voordracht en benoeming van de OGE buiten de procedure van bevestiging door de Senaat is gehouden. 
Shaub vreest dat onder Trump de regering van de Verenigde Staten zal worden aangezien voor een kleptocratie. Hij houdt vol dat Trump zijn hotels en andere vastgoedprojecten gebruikt voor regeringszaken, hetgeen hij kwalificeert als het profiteren van gratis reclame. Shaub zei: "Trumps acties scheppen het beeld van voordeel putten uit het presidentschap, en de beeldvorming is hier alles, omdat dat waar ik een beroep op doe zo veel meer is dan "een goed geweten hebben". "Het is een goed geweten hebben en je zo gedragen als het hoort."
Shaub heeft onomwonden zijn steun uitgesproken voor het onderzoek naar de vermeende Russische inmenging in de Amerikaanse presidentsverkiezing in 2016. Volgens hem vereist de ethiek dat dit onderzoek volstrekt onafhankelijk plaatsvindt van bemoeienis van de president en diens medestanders.
Op 15 december 2017, richtte Shaub een waarschuwing tot president Trump, die luidde dat "het ontslaan van Speciaal Aanklager Robert Mueller een rode lijn is die hij niet moet oversteken".